# Видріно (селище, Бурятія)
Видріно (рос. Выдрино) — селище Кабанського району, Бурятії Росії. Входить до складу Сільського поселення Видрінське.
Населення — 796 осіб (2015 рік).
Засноване 1902 року.